# Kunzea newbeyi
Kunzea newbeyi är en myrtenväxtart som beskrevs av Toelken. Kunzea newbeyi ingår i släktet Kunzea och familjen myrtenväxter. Inga underarter finns listade i Catalogue of Life.